# Сосна Грегга
Сосна Грегга (лат. Pinus greggii) — вид растений рода Сосна (Pinus) семейства Сосновые (Pinaceae). Ареал находится в Мексике. Ботаническое название дано в честь американского торговца и натуралиста Джозайи Грегга (1806—1850).

## Ботаническое описание
Вечнозелёное дерево высотой от 10 до 25 метров. Крона имеет неправильную округлую форму. Нижние ветви располагаются горизонтально вниз. У одиночно растущих деревьев ветви часто расположены близко к земле, крона густая и кустистая. Кора на взрослых деревьях толстая в нижней части кроны, серо-коричневая и разделена на чешуйчатые пластины глубокими вертикальными трещинами. На молодых деревьях кора серо-коричневая, гладкая. Ветки стройные, вертикальные, гладкие, серо-коричневые. Хвоинки расположены в пучках по три на коротких побегах; влагалища бледно-серо-коричневые, 5-10 мм длиной, стойкие, редко поникающие, прямостоячие, длиной от 10 до 15 сантиметров, светло-зелёные. Край мелкопильчатый. Существует от двух до шести смоляных каналов. Имеются два соседних, но разных сосудистых пучка. Цветочные шишки расположены одиночно или группами по три-шесть, или больше, на стройных стеблях. Конусовидные чешуйки широкие и имеют узкий шип. Шишки удлинённо-конусовидные, жёлто-коричневые, слегка изогнутые, длиной от 10 до 14 сантиметров. Образуют группы от трёх до шести, или восьми, часто группируясь на узле. По мере утолщения ветви они иногда частично закрываются деревом. Конусовидные чешуйки твёрдые и жёсткие. Семена мелкие, 5-6 миллиметров в длину, тёмно-коричневые. Семенное крыло длиной около 15 мм.
Древесина не очень смолистая, бледно-желтоватая.
Число хромосом 2n = 24.

## Распространение и экология
Вид имеет очень ограниченное распространение. Встречается в разрозненных популяциях в горах Западной Сьерра-Мадры в Мексике.
Вид произрастает на высоте от 1300 до 3000 метров над уровнем моря в районах с годовым количеством осадков от 600 до 900 мм, иногда от 1000 до 1500 мм. В декабре и январе на возвышенных участках регулярно случаются заморозки.